# Leonardo Tumiotto
Leonardo Tumiotto (San Donà di Piave, 4 giugno 1983) è un ex nuotatore e personaggio televisivo italiano.

## Carriera
È stato un nuotatore mistista di interesse nazionale ed internazionale.
Ha debuttato nella Nazionale italiana di nuoto nel 2001 agli Europei giovanili di Malta raggiungendo la finale.
In carriera vanta 2 medaglie d'oro, 6 d'argento e 9 di bronzo ai Campionati Italiani Assoluti di nuoto negli anni compresi tra il 2002/2008. 
Ha partecipato agli Europei in vasca corta del 2005 a Trieste (semifinalista), e nel 2006 ai Campionati Europei di Budapest (semifinalista) e agli Europei in vasca da 25 metri ad Helsinki, dove è entrato in finale nei 200 metri misti posizionandosi quinto. 
In età giovanile (compresa tra 14 e i 19 anni) conquista 29 medaglie d'oro ai campionati italiani di categoria, ed e il primo nuotatore in Italia (categoria Senior) ad abbattere il muro dei 2 minuti sui 200 metri misti.
Tra gli anni 2002 e 2008 ha sempre mantenuto una posizione tra i migliori 50 atleti al mondo nel ranking mondiale per quanto concerne le sue specialità (200 e 400 metri misti).
Nel 2005 è stato premiato a Roma dal Capo di Stato Maggiore dell'esercito con l'onorificenza di "ATLETA DELL'ANNO" per i risultati sportivi ottenuti.
La sua ultima presenza in Nazionale è stata alla XXIV Universiade di Bangkok nel 2007.
Ha partecipato alla sesta edizione del reality show L'isola dei famosi, classificandosi al quarto posto con il 66% dei voti. 
È stato testimonial ufficiale uomo del noto calendario MAX nel 2009.
È diventato grande tifoso del Torino Calcio dopo la sua parentesi di vita svoltasi a Torino, ma sin dall'infanzia è amante dell'Inter.
È titolare dell'azienda di famiglia che si occupa della produzione di vini, tartufi, zafferano, miele e olio extravergine di oliva.

## Primati personali

### Personali vasca 50m
- 50 dorso 26"94 (2005)
- 100 dorso 57"97 (2005)
- 200 dorso 2'05"37 (2001)
- 200 misti 2'01"52 (2005)
- 400 misti 4'18"18 (2005)

### Personali vasca 25m
- 50 dorso 25"97 (2004)
- 100 dorso 55"3 m (2003)
- 200 dorso 1'59"04 (2003)
- 100 rana 1'01"30 (2005)
- 100 misti 55"24 (2005)
- 200 misti 1'57"85 (2005)
- 400 misti 4'12"95 (2004)

## Palmarès
| Campionati europei      | ---                     | 200 m misti               | 400 m misti             |
| 2006 Budapest Ungheria  | ---                     | 12º in semifinale 2'03"35 | ---                     |
| Europei in vasca corta  | 100 m misti             | 200 m misti               | 400 m misti             |
| 2005 Trieste Italia     | 12º in semifinale 55"36 | 10º in batteria 1'59"15   | 14º in batteria 4'14"96 |
| 2006 Helsinki Finlandia | 12º in semifinale 55"30 | 5º 1'57"61                | 17º in batteria 4'16"71 |
| Universiadi             | ---                     | 200 m misti               | 400 m misti             |
| 2007 Bangkok Thailandia | ---                     | 24º in batteria 2'05"28   | ---                     |
| Europei giovanili       | 50 m dorso              | 200 m misti               | ---                     |
| 2001 La Valletta Malta  | 21º in batteria 28"20   | 7º 2'06"91                | ---                     |

### Campionati italiani
2 titoli individuali, così ripartiti:
- 1 nei 200 m misti
- 1 nei 400 m misti

nd = non disputata
| Anno | Edizione    | misti 200 m | misti 400 m | dorso 50 m | mista 4×50 m |
| ---- | ----------- | ----------- | ----------- | ---------- | ------------ |
| 2003 | Estivi      | -           | 3           | 3          | nd           |
| 2003 | Invernali   | -           | 1           |            | -            |
| 2004 | Primaverili | 3           | -           |            | nd           |
| 2004 | Estivi      | -           | 3           |            | nd           |
| 2004 | Invernali   | 1           | 2           |            | 3            |
| 2005 | Primaverili | 2           | 3           |            | nd           |
| 2005 | Invernali   | -           | 2           |            | -            |
| 2006 | Primaverili | 2           | 3           |            | nd           |
| 2006 | Estivi      | 2           | -           |            | nd           |
| 2006 | Invernali   | 3           | -           |            | nd           |
| 2007 | Primaverili | 2           | 3           |            | nd           |
| 2008 | Primaverili | 3           | -           |            | nd           |